# Єдинство (Бихач)
«Єдинство» (босн. Nogometni Klub Jedinstvo Bihać) — професіональний боснійський футбольний клуб з міста Бихач. Заснований 1937 року. Домашні ігри проводить на арені «Под Боричима Стедіум», яка вміщує 16 000 осіб.

## Історія
У першому сезоні Прем'єр-ліги посів 6 місце серед 22 клубів. За підсумками сезону 2002–2003 клуб був понижений у класі.
У сезоні 2005–2006 «Єдинство» повернулось до елітного дивізіону, де грав до сезону 2007–2008 включно.

## Виступи в єврокубках
| Сезон | Змагання        | Раунд |                   | Суперник  | Вдома | У гостях |
| ----- | --------------- | ----- | ----------------- | --------- | ----- | -------- |
| 1999  | Кубок Інтертото | 1     | Фарерські острови | «ГІ Гота» | 0–1   | 3–0      |
|       |                 | 2     | Румунія           | «Чахлеул» | 1–2   | 1–3      |

## Досягнення
- Чемпіон Першої ліги Федерації Боснії і Герцеговини:

2004—2005